# 시애틀 수족관

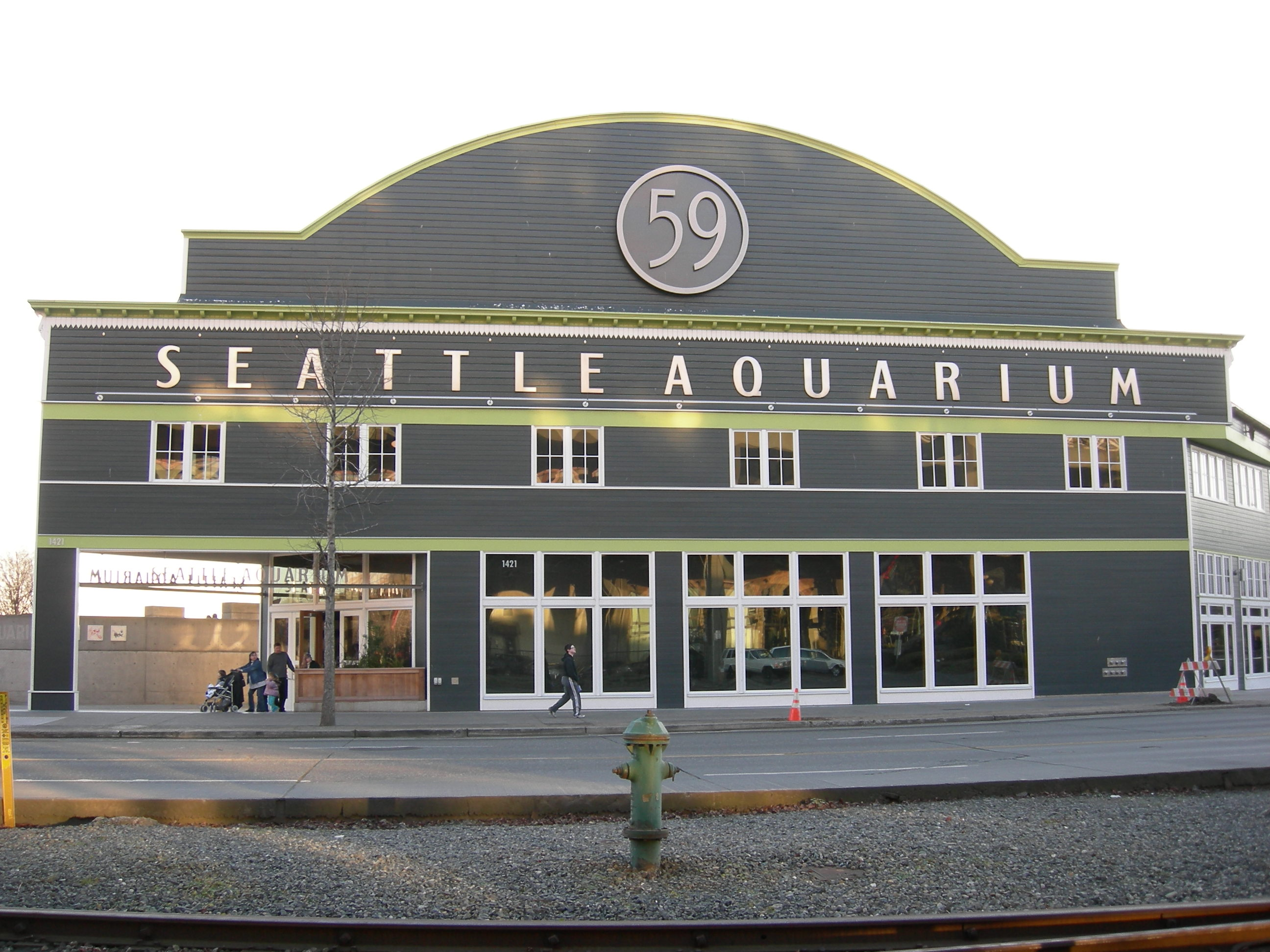
시애틀 수족관

시애틀 수족관은 시애틀 주변 바다에서 잡히는 어류를 중심으로 해양동물을 전시한 곳이다. 개방시간은 여름에는 오전 10시부터 오후 7시, 겨울에는 오전 10시부터 오후 6시까지이다.